# Хронологія рекордів України в приміщенні з бігу на 50 метрів з бар'єрами серед чоловіків
Рекорди України з 50 метрів з бар'єрами в приміщенні визнаються Федерацією легкої атлетики України з-поміж результатів, показаних українськими легкоатлетами на відповідній дистанції на біговій доріжці в приміщенні, за умови дотримання встановлених вимог.

## Хронологія рекордів
|                                       | Час  | Атлет              | Місто змагань | Дата змагань | Примітки | Відео |
| ------------------------------------- | ---- | ------------------ | ------------- | ------------ | -------- | ----- |
| 1                                     | 6,58 | Степан Кузів Львів | Гренобль      | 22.02.1981   |          |       |
|                                       |      |                    |               |              |          |       |
| 44 роки, 34 дні від дати встановлення |      |                    |               |              |          |       |